# Eburiaca sinopia
Eburiaca sinopia là một loài bọ cánh cứng trong họ Cerambycidae.